# Khoa học thường thức
Khoa học thường thức (tiếng Anh: popular science) hay khoa học phổ thông là cách diễn giải của khoa học dành cho công chúng nói chung. Trong khi báo chí khoa học chỉ tập trung vào thành tựu khoa học gần đây thì khoa học thường thức có phạm vi rộng hơn. Nó có thể do các nhà báo khoa học chuyên nghiệp hoặc chính các nhà khoa học viết nên.  Nó được thể hiện dưới nhiều hình thức khá nhau, bao gồm sách báo, phim ảnh và phim tài liệu truyền hình, bài viết đăng trên tạp chí và website.
Khoa học thường thức là cầu nối giữa tài liệu khoa học đóng vai trò như một phương tiện chuyên nghiệp trong hoạt động nghiên cứu khoa học, và là lĩnh vực trong nghị luận chính trị và văn hóa phổ thông. Mục tiêu của thể loại này thường dùng để nắm bắt những phương pháp và tính xác thực của khoa học, trong khi làm cho ngôn ngữ trở nên dễ tiếp cận hơn. Nhiều tranh cãi có dính đến khoa học được thảo luận trong những cuốn sách và ấn phẩm khoa học phổ thông, chẳng hạn như các cuộc tranh luận lâu nay về thuyết định mệnh sinh học và các thành phần sinh học của trí thông minh, được khuấy động bởi cuốn sách nổi tiếng như The Mismeasure of Man và The Bell Curve.
Mục đích của tài liệu khoa học là để cung cấp tin tức và thuyết phục các đồng nghiệp như đối với tính chất hợp lệ của các quan sát và kết luận và hiệu quả pháp y của những phương pháp này. Khoa học phổ thông cố gắng cung cấp tin tức và thuyết phục người ngoại đạo (đôi khi cùng với các nhà khoa học trong các lĩnh vực khác) về tầm quan trọng của dữ liệu và các kết luận và để ăn mừng kết quả. Báo cáo trong tài liệu khoa học thường có đủ tiêu chuẩn và căn cứ vào thực nghiệm, nhấn mạnh rằng các quan sát và kết quả mới đều phù hợp và tương tự như kiến thức đã xác minh trong đó các nhà khoa học có trình độ đều được công nhận một cách thích đáng. Ngược lại, khoa học phổ thông lại nhấn mạnh vào tính độc đáo và tính tổng quát, dùng một giọng văn thực tế đáng tin cậy đã vắng bóng khỏi các tài liệu khoa học. So sánh giữa các báo cáo khoa học ban đầu, báo chí khoa học phái sinh và khoa học phổ thông thường tiết lộ ít nhất một số mức độ biến thể và sự đơn giản hóa trông khá là ấn tượng, thậm chí với các chủ đề khoa học trung lập về mặt chính trị.
Tài liệu khoa học thường thức có thể được viết bởi những người không phải là nhà khoa học có sự hiểu biết hạn chế về vấn đề mà họ đang giải thích và nó có thể gây khó khăn cho những người không có chuyên môn để nhận biết khoa học phổ thông đang gây hiểu nhầm, cũng có thể làm mờ ranh giới giữa khoa học chính thống và khoa học giả tạo.